# گر گرفتن
گُر گرفتن (به انگلیسی: Flaming) نام تک‌آهنگی از گروه سایکدلیک راک انگلیسی پینک فلوید است که در نخستین آلبوم استودیویی‌شان، نی‌زن بر دروازه‌های سپیده‌دم قرار گرفته است.

## دربارهٔ آهنگ
این آهنگ سومین تک‌آهنگی بود که گروه پینک فلوید در آمریکا منتشر می‌کرد و از لحاظ فروش آهنگ نتوانست در نمودار تک‌اهنگ‌های برتر قرار بگیرد. آهنگ توسط سید برت برپایهٔ سناریویی کودکانه در یک بازی میان دو دوست نوشته شده‌است. بعد از آن‌که گیلمور در سال ۱۹۶۸ به گروه ملحق شد این آهنگ برای مدتی در فهرست پخش باقی ماند.

## مشارکت کنندگان در این آهنگ
- سید برت - گیتار، خواننده
- ریچارد رایت - کیبورد، همخوان
- نیک میسن - درام، ساز کوبه‌ای
- راجر واترز - گیتار بیس، همخوان، Slide whistle